# Harriët Freezer
Harriët Freezer, seudónimo de Wilhelmina (Miep) Eybergen ( La Haya, 6 de noviembre de 1911-Utrecht, 25 de diciembre de 1977 ) fue una escritora, periodista y feminista holandesa.

## Biografía
Miep Eybergen nació en La Haya. A los siete años se trasladó al pueblo de Wenum cerca de Apeldoorn donde su padre había decidido trasladar a la familia porque quería cambiar de vida dejando su trabajo como funcionario para ser granjero. 
La vida en Gelderland llegó a su fin después de ocho años. Después de que Wilhelmina completó el HBS en Apeldoorn, la familia Eybergen regresó a La Haya donde empezó en la academia de dibujo. Sin embargo, no completó sus estudios y trabajó durante algún tiempo en la librería Van Stockum de La Haya. Allí conoció a su primer marido Maurits Vriesendorp, se casaron en 1937. Como era costumbre en ese momento, Eybergen dejó de trabajar después del matrimonio. Se establecieron en Bilthoven y tuvieron cuatro hijos, tres hijas y un hijo. Huberte Vriesendorp se convirtió en traductora, Madelon Vriesendorp se convirtió en artista. En 1953, Freezer se divorció y se volvió a casar. Este matrimonio no tuvo hijos.

## Obra
En 1947, Eybergen comenzó a escribir cuentos. En 1948, bajo el seudónimo de Harriët Freezer, la historia de detectives 'Riddles in Randerveen' se publicó como una serie en el Nieuwe Rotterdamse Courant . A lo largo de su vida, Freezer practicó una variedad de géneros, incluidas novelas, columnas periodísticas, cartas de ficción y libros de texto sobre temas feministas . De 1948 a 1955, Freezer escribió para De Groene Amsterdammer . En la década de 1960 trabajó para Elseviers Weekblad, Avenue, Algemeen Dagblad, Het Vaderland y Het Parool . Para este último periódico fue colaboradora habitual de la página de mujeres, creada por Wim Hora Adema . Freezer principalmente escribió columnas y cuentos para estos periódicos y revistas que fueron recogidos más tarde en los libros Wat doen we met moeder met de feestdagen? ¿Qué hacemos con mamá durante las vacaciones? (1975) e Is dat nu wel zo? (1990) ¿Es eso realmente cierto?.
A finales de la década de 1960, en la época del auge del feminismo en los Países Bajos, se puede observar un cambio en la obra de Freezer. En este período ya no escribe prosa, sino solo trabajos periodísticos de impacto social. En 1968 Freezer, junto con Hedy d'Ancona y Joke Kool-Smit, fundaron la Man Woman Society (MVM), una organización que para promover la emancipación de la mujer. En el mismo año, Freezer fundó la revista Parentwise . También participó en la revista feminista Opzij desde su fundación en 1972. Freezer continuó escribiendo para la revista hasta su muerte.
Harriët Freezer se centró principalmente en la mujer 'ordinaria'. A esto le debe el apodo de feminista de la huerta y la cocina. Freezer abordó los problemas de las mujeres planteando con humor ejemplos cotidianos y contando las situaciones desde su propia experiencia. También se posicionó a la vanguardia del movimiento de defensa de los derechos de las mujeres sin desconectarse del público en general. Freezer fue particularmente cuidadosa con las palabras "emancipación" y "feminismo". Además de escribir columnas e historias, Freezer daba conferencias y debates feministas y se la escuchaba regularmente en la radio.
Bajo el seudónimo de su madre, su hija Huberte Vriesendorp tradujo una serie de libros infantiles del escritor británico Roald Dahl, entre ellos: Charlie y la fábrica de chocolate (1968), Charlie y el gran ascensor de cristal (1974), El dedo mágico (1975) y El fantástico señor Fox (1971). Después de la muerte de Harriet Freezer a fines de la década de 1970, las traducciones de Roald Dahl aparecieron bajo el nombre de hija Huberte.
Harriet Freezer falleció a la edad de 66 años.

## Reconocimientos

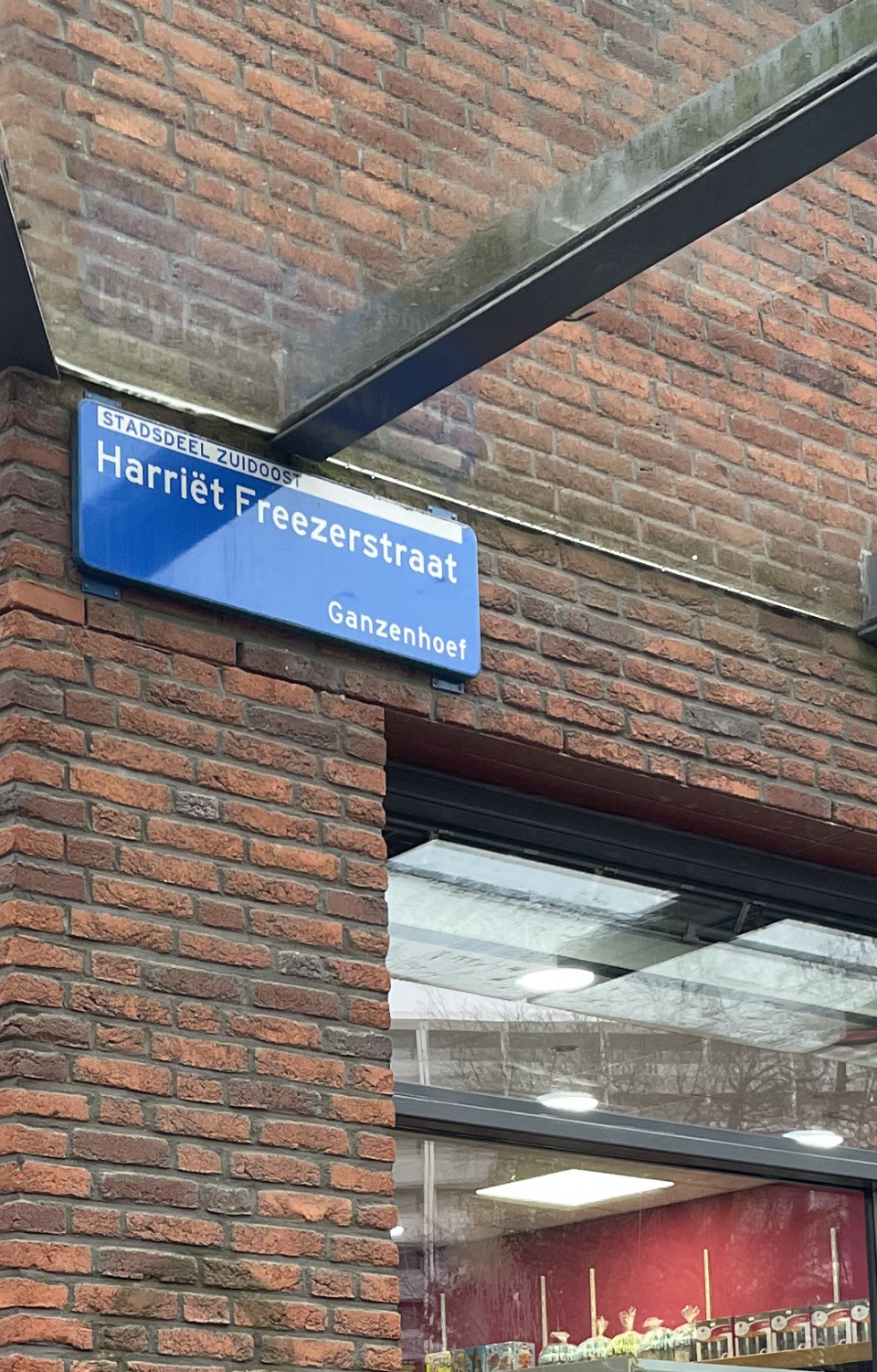
Harriët Freezerstraat en el sudeste de Ámsterdam

Una calle de Apeldoorn lleva el nombre de Freezer: Harriët Freezerplantsoen.
En Ámsterdam, Spijkenisse, Deventer y Hoofddorp, entre otras, una calle lleva el nombre de Freezer: Harriët Freezerstraat.
Por su contribución a la emancipación de la mujer, Opzij, un año después de su muerte, instituyó el premio Harriët Freezerring, un premio que se otorga anualmente a una persona u organización comprometida con los iderechos de las mujeres.